# Dębica
Dębica (udtaled: [dɛmˈbit͡sa]  ( hør) Yiddish: דעמביץ Dembitz)  er en by i den vestlige centrale del af  Voivodskabet Nedrekarpater i det sydøstlige Polen.  Rzeszów  har 44.047(2021) indbyggere og et areal på	33,85  km².  Den ligger i  den historiske provins Lillepolen, og  er administrationsby for  powiatet (amt) Dębica.

## Geografi
Landbrugsjord  udgør 42 % af byens areal, mens skove udgør 19 %. Dębica ligger på grænsen mellem to geografiske regioner i Polen - Vestlige Karpater i byens sydlige dele og Sandomierz-bækkenet mod nord, langs floden Wisłoka.

## Historie
En af de ældste dokumenterede referencer til  området går tilbage til år 1293. Den registrerer en bosættelse ved navn Dambicha, der tilhører den adelige Gryfita-familie. I 1305 blev landsbyen plyndret af tatarerne, som brændte en trækirke. Kirken blev genopbygget i 1318, og i 1325 var Dębica sæde for et dekanat, beliggende i udkanten af den mægtige Sandomierzskoven.